# PLOS Medicine
PLOS Medicine, abgekürzt PLOS Med., ist eine wissenschaftliche Zeitschrift, die von der Public Library of Science veröffentlicht wird. Die erste Ausgabe erschien 2004, sie erscheint monatlich. Veröffentlicht werden Artikel von besonderer Bedeutung, die über verschiedene Bereiche ausstrahlen und die relevanten Determinanten für die Gesundheit aus Umwelt, Biologie, dem sozialen Bereich und Politik behandeln. Die Zeitschrift gewährt einen offenen Zugang zu allen Artikeln. Die Kosten für die Veröffentlichung tragen im Wesentlichen die Autoren.
Der Impact Factor lag im Jahr 2014 bei 14,429. Nach der Statistik des ISI Web of Knowledge wird das Journal mit diesem Impact Factor in der Kategorie allgemeine und innere Medizin an siebenter Stelle von 153 Zeitschriften geführt.
Der Chefherausgeber ist Larry Peiperl, der bei der Zeitschrift angestellt ist.